# Grundschule Krötenbruck
Die Grundschule Krötenbruck (abgekürzt GSK) ist eine staatliche Grundschule  in der Stadt Hof (Saale).

## Lage
Die Grundschule Krötenbruck liegt im südlichen Stadtrand von Hof in der Nähe des Untreusees und bietet eine gute Anbindung an das Straßennetz. Ziegeleistraße, Schulstraße und Eppenreuther Straße grenzen das Schulgelände ein; die Schulstraße mündet direkt in die Eppenreuther Straße, eine Hauptstraße. Die Bundesstraße 2 liegt nur etwa 320 Meter entfernt. Um die Grundschule sind einige Grünflächen zu finden.
Durch die Lage und die Entfernung zu weiteren Grundschulen trug die Schule maßgeblich zum Ausbau des noch relativ jungen Stadtteils Krötenbruck bei und machte den Stadtteil auch für Familien mit Kindern attraktiv.
Umliegende Ortschaften greifen ebenfalls auf die Krötenbrucker Grundschule für ihre Schüler zurück.

## Stätten

Panorama mit den Gebäuden der Grundschule (hier klicken, um Panorama zu betrachten)

Die Grundschule lässt sich in drei Gebäude(-gruppen) unterteilen, das Hauptgebäude mit südlicher Anbindung an den Sportbereich, den Platz vor dem Schulgebäude, den Altbau und einen neuen Anbau, der hauptsächlich 2020 erbaut wurde.

### Hauptgebäude

Schematischer Aufbau der Schule (Anklicken zur größeren Anzeige)

Das Hauptgebäude umfasst die meisten Angebote. Im Nordwesten im Erdgeschoss befindet sich der Computerraum für EDV und eine Art Filmraum westlich daneben. Im nördlichen Mittelteil ist der Eingangsbereich, südlich das Treppenhaus und davon südlich die Aula für Morgenandachten und ähnliche Zusammenkünfte. Südlich bis südwestlich davon gibt es Räume für Musikunterricht und Religionsunterricht. Im Westen des Hauptgebäudes im 1. Obergeschoss sind Lehrerzimmer, Rektorenzimmer und Sekretariat. Der östliche Teil im Erdgeschoss bietet einen Raum für das Fach „Werken und textiles Gestalten“ mit eigenem Ofen, Werkbänken, Schultafeln und einem Abstellraum, wo unter anderem Wolle für Häkeln gelagert wird. Im Zentrum ist ein Keller, der über das Treppenhaus erreichbar ist. Dieser Keller hat einen Raum für physikalische Experimente. Im Westen ist ein Ausgang, der direkt an die schulinterne Bibliothek grenzt. Im restlichen Bereich des Hauptgebäudes sind hauptsächlich klassische Klassenzimmer eingerichtet.
Im Süden gibt es einen Durchgang zum Sportkomplex. Der überdachte Bereich hat im nordöstlichen Teil Umkleidekabinen, westlich einen Experimentierraum für physikalische, chemische oder biologische Experimente und im Südosten die eigentliche Turnhalle. Westlich daneben sind ein Basketballplatz, eine Sprintanlage und eine Sprunggrube zu finden, die für den Sportunterricht und die Bundesjugendspiele verwendet werden.
Westlich neben dem Hauptgebäude sind ein Ausgang und ein Parkplatz.

### Schulhof
Der freie Platz nördlich vom Hauptgebäude ist der Schulhof, der hauptsächlich in den Schulpausen genutzt wird. Dort halten sich die Schüler unter anderem auch während des Kinderhorts zu sportlichen oder anderen Aktivitäten auf. Die Schüler spielen dort zum Beispiel „Wer hat Angst vorm schwarzen Mann?“, Fangen oder Verstecken. Während der Bundesjugendspiele wird dieser Platz für den Weitwurf verwendet. Früher war im Westen des Platzes eine Art Spirale abgebildet, die ein Labyrinth nachahmen sollte. Im Osten ist eine Spielplatzanlage, südlich von dort ein Schulgarten und ein Platz mit Bänken. In der Mitte des Platzes stehen Sitzbänke.

### Altbau
Der Altbau ist ein mehrstöckiges Gebäude Ziegelmauerwerk. Er wird hauptsächlich als Auslagerung vom Hauptgebäude und als Kinderhort benutzt. Um 2020 veranlasste die Stadt Hof mit Fördermitteln des Freistaates Bayern eine Erweiterung der offenen Ganztagsbetreuung im Dachgeschoss.

## Initiativen
- Mitglied bei „Medienarbeit in der Schule (MindS)“. Hierbei soll neben 10 weiteren bayerischen Grundschulen und einer Hauptschule das digitale und ursprüngliche Lernen aufgebaut werden.[7]
- Mitglied bei der Initiative Klasse2000. Hierbei geht es um die Themenschwerpunkte Gesundheit, Sucht- und Gewaltprävention an Bildungsanstalten.[8]
- Teilnahme bei GribS als eine von 16 bayerischen Grundschulen. Das Ziel ist die individuelle Förderung von Schülern.[9]
- Innerhalb des Projekts Medienreferenzschule führte die Grundschule Krötenbruck im Schuljahr 2014/2015 eine Laptopklasse ein, die den Ausbau der Medienkompetenzen im digitalen Bereich fördert.[10][11] Um diesen Titel zu erhalten, muss die jeweilige Schule einen „nachhaltigen Qualitätsentwicklungsprozess im Medienbereich in Gang gesetzt bzw. weitergeführt und diesen Prozess in einem Medienentwicklungsplan transparent dokumentiert haben“.[12] Die Referenzschule für Medienbildung (RfM) ist ein Teil der Lernplattform mebis, die auch die Grundschule Krötenbruck auflistet.[13][14]

## Logo
Das Logo der Schule zeigt eine gelbe Kröte (Farbcode FFCC33, „sunglow“), die lächelnd den Betrachter anschaut. Das Motto lautet „Ich hab 'nen guten Grund …“

## Persönlichkeiten
- Kurt Hopf (* 1952), 2002–2016 Rektor der Grundschule Krötenbruck[16]; 1976–2003 Leiter der Sternwarte Hof[17], nach ihm wurde der Asteroid (73670) Kurthopf[18][19] benannt. Er ist Träger des Ehrenzeichens des Bayerischen Ministerpräsidenten, der Silbernen Ehrenmedaille des Regierungsbezirks Oberfrankens sowie der Johann-Christian-Reinhart-Plakette. Er war als Autor für zahlreiche astronomische Zeitschriften tätig.[20]

## Auszeichnungen
- Auszeichnung des Fördervereins der Grundschule Krötenbruck mit dem bayerischen Bürgerkulturpreis im Dezember 2005[21]
- 3. Platz beim bayerischen Schulinnovationspreis 2005[22]

## Galerie

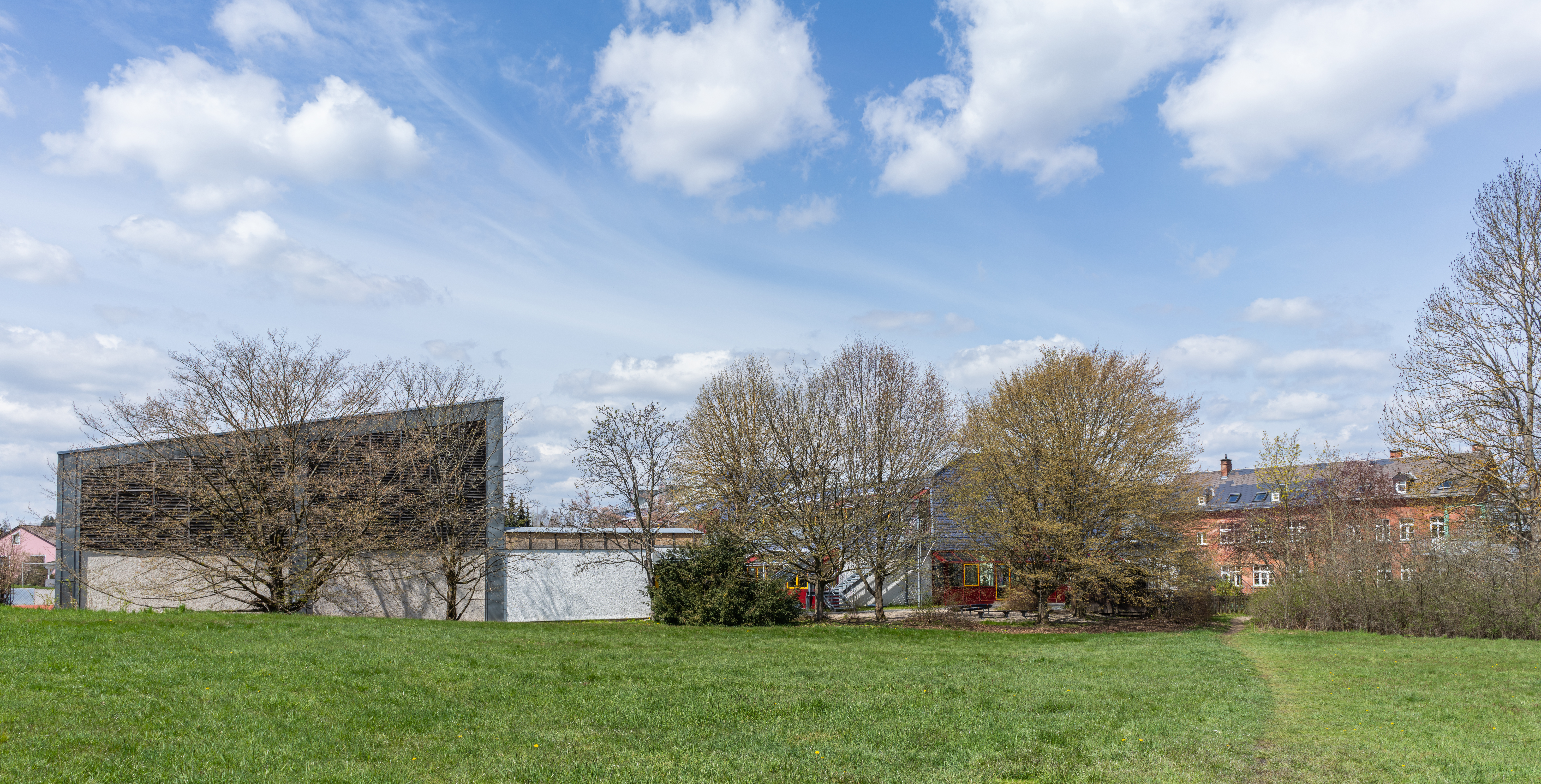
Seitenansicht, hinter Bäumen Sportplatz, Zimmer für „Werken und Textiles Gestalten“ etc.
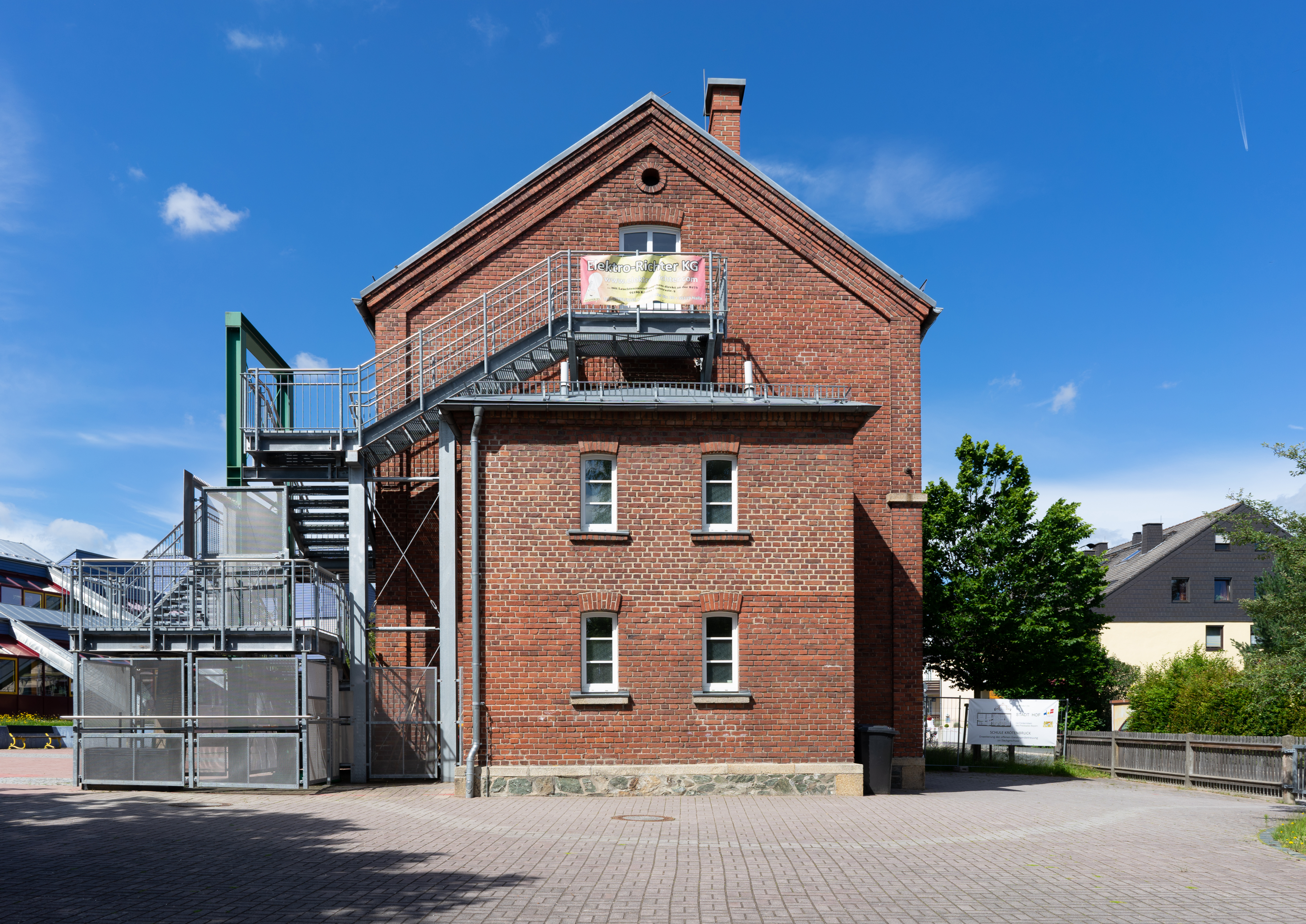
Fassade des Altbaus